# Rose-Marie Pagnard
Œuvres principales
- J’aime ce qui vacille
- Le Collectionneur d’illusions

Rose-Marie Pagnard est une écrivaine suisse de langue française née le 18 septembre 1943 à Delémont, en Suisse. Elle  écrit des romans, des nouvelles, des chroniques littéraires.

## Biographie
Née en 1943 à Delémont,, Rose-Marie Pagnard s'est intéressée dès l'adolescence aux arts. Elle suit des cours de violon et de danse. Dans sa ville natale, elle fréquente également L’École normale pour enseignantes. Ses premiers textes touchent à l'art et à la littérature. Il s'agit de chroniques qui paraissent d'abord dans le journal Démocrate, puis dans Coopération, dont elle deviendra la rédactrice adjointe entre 1979 et 1983.
En 1962, elle rencontre l'artiste peintre René Myrha, qu'elle épousera. À Bâle, le couple met au monde deux enfants : Cléo, qui décède à l'âge de 31 ans, et Géraldine,.
À Bâle, elle entreprend plusieurs activités en rapport avec la vie artistique de la ville mais aussi de Paris où elle se rend souvent pour des expositions de René Myrha et des visites au peintre Jacques Delfau : journalisme, écriture de nouvelles, préfaces pour des catalogues d’artistes, chroniques littéraires, traductions de textes d’histoire de l’art, textes pour des albums de René Myrha.
La toxicomanie puis le décès de sa fille Cléo marquent la vie de Rose-Marie Pagnard ainsi que son œuvre : « Cet environnement riche et mouvementé est sans doute, avec celui de son enfance et plus tard, la mort d’un enfant, le fonds personnel dans lequel l’écrivain trouve les thèmes de ses histoires. »
Depuis 1985, elle vit et travaille aux Breuleux, dans le canton du Jura en Suisse. Cette même année, elle publie son premier livre.
Les publications débutent avec un recueil de nouvelles, Séduire, dit-elle.
Par la suite, Rose-Marie Pagnard collabore à plusieurs mises en scène d'opéras. En 1992, elle participe à la création de La Damnation de Faust d’Hector Berlioz à l’Opéra de Montpellier,. En 2006, elle prend part à l'élaboration de Parsifal de Richard Wagner au Théâtre d’Erfurt. Les textes de Rose-Marie Pagnard sont également adaptés au théâtre. En 1994, la compagnie théâtrale La Dérive interprète, dans Domicile fixe, ses textes et ceux de Paul Nizon. La mise en scène est de Germain Meyer.
Elle effectue par ailleurs plusieurs séjours à l'étranger pour des tournées de lecture. En 2005, elle séjourne en Lituanie. En 2007, elle donne des lectures au Japon, à l’Université de Gakushuin et à l’Institut français de Yokohama.
En 2010, paraît Revenez chères images ! René Myrha, peintre, en confrontation avec Rose-Marie Pagnard, écrivain, sous la direction de Walter Tschopp. Ce catalogue intervient à l’occasion d'une exposition au Musée d’Art et d’Histoire de Neuchâtel.
En 2015, sort le film documentaire de Claude Stadelmann, Des ailes et des ombres : Rose-Marie Pagnard & René Myrha.
Trois ans plus tard, ses archives sont acquises par les archives littéraires suisses (ALS). Bibliothèque Nationale suisse.
Rose-Marie Pagnard fait partie de l’Institut jurassien des Sciences, des Lettres et des Arts.

## Thèmes
Les récits de Rose-Marie Pagnard portent entre autres sur la création artistique. Ils questionnent aussi les interactions familiales et sociales inattendues. Dans ses livres, le ton est volontiers burlesque et tragique, et les personnages émouvants : « inquiets et attirés par les voix de l’ailleurs ». Ceux-ci « se lancent dans des quêtes qui les mènent aux frontières de la raison ».
La folie, la mort, le sentiment d’abandon, ainsi que la perception de la fragilité comme de la détermination des êtres, apparaissent de façon récurrente dans les écrits de Rose-Marie Pagnard. Ses textes ouvrent un espace où la compassion, la fantaisie et l'imagination s’entrelacent. D'après Aline Delacrétaz, « Le grand fondement formel de l’œuvre de Rose-Marie Pagnard et qui constitue la patte de l’auteur, est celui de l’absurde, du fantastique, du « merveilleux » au sens médiéval du terme ». Selon Doris Jakubec, « elle interroge « les pannes », les passages à vide, les violences, les déséquilibres… ». À propos du Collectionneur d’illusions, Claire Devarrieux commente : « On glisse comme rien de l’image à l’imaginaire et, de là, au pouvoir de l’illusion ». D'après Véronique Rossignol, qui propose une lecture de Jours merveilleux au bord de l’ombre : « Dans le monde de Rose-Marie Pagnard, le merveilleux éclaire le tragique et le rêve est une des dimensions de la réalité ».

## Œuvres

### Romans et nouvelles
- Séduire, dit-elle, nouvelles, Éditions de l’Aire, 1985, Prix du Canton du Jura

- Sans eux la vie serait un désert, récit, Éditions de l’Aire, 1988

- Les objets de Cécile Brokerhof, roman, Éditions de l’Aire, 1992

- La leçon de Judith, récit, Éditions de l’Aire, 1993 ; édition de poche, 2003, avec une préface de Sylvie Jeanneret. Traduction en allemand par Markus Hediger : Judiths Vermächtnis, Lenos Verlag, 1993

- La Période Fernandez, roman, Éditions Actes Sud, 1988, Prix Michel-Dentan

- Dans la forêt la mort s’amuse, roman, Éditions Actes Sud, 1999, Prix Schiller

- Janice Winter, roman, Éditions du Rocher, 2003, Points Seuil 2005

- Revenez chères images, revenez, roman, Éditions du Rocher 2005, Prix de littérature du Canton de Berne

- Le Conservatoire d’amour, roman, Éditions du Rocher, 2008 ; Poche Zoé 2014

- Le Collectionneur d’illusions, nouvelles, MiniZoé, 2006, avec une postface de Doris Jakubec

- Le motif du rameau et autres liens invisibles, roman, Éditions Zoé, 2010

- J’aime ce qui vacille, roman, Éditions Zoé, 2013, Prix suisse de littérature, Prix de l’Académie romande

- Jours merveilleux au bord de l’ombre, roman, Éditions Zoé, 2016

### Textes en collaboration
- L’Espace humain, textes de Dorothea Christ et Rose-Marie Pagnard, lithographies de René Myrha, Éditions Heuwinkel, 1978

- Rencontres d’ailleurs, album, texte de Rose-Marie Pagnard, lithographies de René Myrha, 1980

- Projections d’images, album, textes de Rose-Marie Pagnard, sérigraphies de René Myrha, Éditions Ditesheim, 1989

- Trois nouvelles au lecteur, textes d’Alexandre Voisard, Anne-Lise Grobéty et Rose-Marie Pagnard, lithographies de René Myrha, Éditions du Crêt, 2001

- Figures surexposées, nouvelle, aquarelles de René Myrha, Éditions Société jurassienne d’émulation, 2003

- Muse Ribelli, Editore Ombre Corte, 2011

- Un temps chasse l’autre, textes de Valentine Reymond, Claude Stadelmann, Rose-Marie Pagnard, illustrations de René Myrha, Coédition Musée jurassien des Arts de Moutier et les auteurs

Textes dans de nombreux ouvrages collectifs

## Distinctions
- Plusieurs aides à la création de la Fondation Pro Helvetia

- Prix du canton du Jura  pour Séduire, dit-elle, 1985

- Prix Michel-Dentan  pour La Période Fernandez, 1988

- Ruban de la francophonie, 1989

- Prix Schiller pour Dans la forêt la mort s’amuse et pour l’ensemble de son œuvre, 1999

- Prix de littérature du canton de Berne pour Revenez chères images, revenez, 2005

- Prix suisse de littérature pour J’aime ce qui vacille, et Prix de l’Académie romande, 2014[1]